# Skałka (Wzgórza Tumlińskie)
Skałka (316 m n.p.m.) – jedno ze wzniesień Wzgórz Tumlińskich, pasma Gór Świętokrzyskich.